# Argélia nos Jogos Olímpicos da Juventude
A Argélia é um dos países que disputou a  edição inaugural (Verão de 2010) dos Jogos Olímpicos da Juventude, não tendo participado na primeira edição de Inverno. Até ao momento, a Argélia ainda não somou nenhuma medalha nas Olimpíadas da Juventude.